# Oscar Robertson
Oscar Robertson (Charlotte, Tennessee, SAD, 24. studenoga 1938.) je bivši američki košarkaš.
Studirao je na Cincinnatijskom sveučilištu. Cincinnati Royalsi su ga 1958. izabrali teritorijalnom draftu kao 1. izbor.

## Vanjske poveznice
- NBA.com